# Squalelet féroce
Isistius brasiliensis
Vous lisez un « article de qualité » labellisé en 2010.
Espèce
Synonymes
Leius ferox Kner, 1864

Scymnus brasiliensis Quoy & Gaimard, 1824

Scymnus torquatus Müller & Henle, 1839

Scymnus unicolor Müller & Henle, 1839

Squalus fulgens Bennett, 1840
Statut de conservation UICN

 LC  : Préoccupation mineure
Le squalelet féroce (Isistius brasiliensis) est une espèce de petit requin appartenant à la famille des dalatiidés. Ce poisson vit dans les eaux océaniques tropicales et tempérées du monde entier, en particulier près des îles, et peut descendre jusqu'à 3 700 mètres de profondeur. Il migre verticalement tous les jours, s'approchant de la surface au crépuscule et redescendant à l'aube.
Le squalelet féroce atteint seulement 42 à 56 centimètres de longueur, il a un long corps cylindrique avec un museau court, émoussé, de grands yeux, deux petites nageoires dorsales sans épines et une grande nageoire caudale. Il est de couleur brun foncé, avec des photophores sur sa face ventrale, sauf autour de son cou et de ses fentes branchiales.
Comme l'indique son appellation anglaise de cookiecutter shark (« requin emporte-pièce »), le squalelet féroce prélève des rondelles de chair à la surface de grands animaux marins pour se nourrir. Les marques faites par des squalelets féroces ont été trouvées sur une grande variété de mammifères marins et de poissons, ainsi que sur des sous-marins, des câbles sous-marins, et même sur des corps humains. Il consomme aussi des proies entières relativement petites comme les calmars. Le squalelet féroce a des adaptations pour stagner dans la colonne d'eau et doit probablement compter sur la discrétion et divers stratagèmes pour capturer des proies plus actives. Son cou noir semble imiter la silhouette d'un petit poisson, tandis que le reste de son corps se fond dans la lumière solaire grâce à ses photophores ventraux. Quand un prédateur s'approche du leurre, le requin se jette avec ses lèvres suceuses et prélève soigneusement un morceau de chair, à l'aide de ses dents inférieures acérées. Cette espèce se déplace parfois en banc.
Bien que rarement rencontré en raison de son habitat océanique, on relève une poignée d'attaques documentées envers l'homme. Néanmoins, ce requin n'est pas considéré comme dangereux. L'Union internationale pour la conservation de la nature (UICN) a inscrit le squalelet féroce comme espèce de préoccupation mineure, car il est largement distribué, n'a aucune valeur commerciale et n'est pas particulièrement sensible à la pêche.

## Description

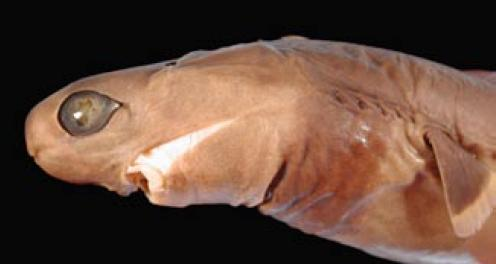
Le squalelet féroce a une petite tête arrondie avec de grands yeux placés en avant et une bouche transversale.

Le squalelet féroce a un corps allongé, en forme de cigare, avec un petit museau arrondi et renflé. Les narines forment un petit repli de peau à l'avant du museau. Ses yeux verts, gros et ovales, sont placés en avant de la tête, mais ne lui offrent pas une vision binoculaire très étendue. De grands stigmates se trouvent derrière les yeux et placés sur la surface supérieure de la tête. La bouche est courte, formant une ligne presque transversale, et est entourée par des lèvres élargies et charnues. Sa mâchoire supérieure possède 30 à 37 rangées de dents et la mâchoire inférieure 25 à 31 rangées, et leur nombre augmente avec la taille corporelle. Les dents supérieures et inférieures sont très différentes : les dents du haut sont petites, étroites et verticales, pointues et aux bords lisses. Les dents du bas sont également à bords lisses, mais beaucoup plus grandes et plus larges, en forme de couteau, et leurs bases se rejoignent pour former une série de pointes semblable à une scie. Les cinq paires de fentes branchiales sont petites,,.
Les nageoires pectorales sont courtes et à peu près de forme trapézoïdale. Deux nageoires dorsales sans épines sont placées loin en arrière sur le dos : la première se situe juste avant les nageoires pelviennes et la seconde lui succède peu après. La deuxième nageoire dorsale est légèrement plus grande que la première, et les nageoires pelviennes sont plus grandes encore que les deux. Il n'y a pas de nageoire anale. La nageoire caudale est large, avec le lobe supérieur légèrement plus grand que l'inférieur,. Les denticules dermiques (écailles) sont carrés et aplatis, légèrement concaves en leur centre et avec les coins relevés. Le squalelet féroce est de couleur brun chocolat, plus pâle en dessous et avec un « collier » plus sombre près des branchies. Les nageoires ont une bordure translucide, à l'exception de la nageoire caudale qui a une bande extérieure plus sombre. Les organes produisant de la lumière, appelés photophores, couvrent densément toute la face ventrale, sauf le collier, et produisent une lueur vive de couleur verte. La longueur maximale enregistrée pour cette espèce est de 42 cm pour les mâles et de 56 cm pour les femelles.

## Biologie et écologie

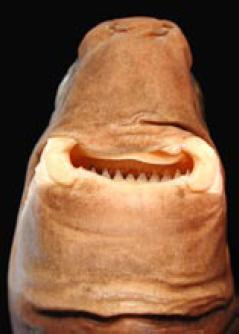
Ses lèvres suceuses et ses grandes dents inférieures sont des adaptations pour son mode de vie parasitaire.

Bien connu pour prélever de pleines bouchées de tissus de mammifères marins et de grands poissons, le squalelet féroce est considéré comme un requin ectoparasite facultatif : il peut en effet consommer dans leur entier des proies plus petites. Il possède une large ouverture de la bouche et une puissante morsure, grâce à ses lèvres cartilagineuses et son crâne fortement calcifié. Avec ses petites nageoires et sa faible musculature, ce requin chasse en embuscade, puisqu'il passe le plus clair de son temps en position stationnaire dans la colonne d'eau,. Pour maintenir une flottabilité neutre, son foie, qui peut comprendre environ 35 % de son poids, est riche en lipides à basse densité. Comme cette espèce a une densité squelettique plus élevée que Euprotomicrus ou Squaliolus, le cœlome et le foie sont proportionnellement beaucoup plus grands et leur teneur en huile plus élevée,. Sa grande nageoire caudale lui permet d'effectuer de brusques accélérations pour attraper les proies qui passent à sa portée.
Le squalelet féroce remplace régulièrement ses dents, comme d'autres requins. Cependant il ne les perd pas une par une, mais par rangées entières. On a calculé qu'un individu de 14 cm de longueur aura perdu 15 ensembles de dents inférieures au moment où il atteindra 50 cm de long, pour un total de 435 à 465 dents. Cela nécessite d'importants besoins puisés dans ses ressources et c'est probablement pourquoi les anciennes rangées de dents sont avalées, de sorte que le requin peut recycler le calcium. Contrairement à d'autres requins, la rétine du squalelet féroce possède des cellules ganglionnaires concentrées dans une zone concentrique plutôt que dans un plan horizontal du champ visuel, ce qui pourrait l'aider à se concentrer sur les proies se trouvant en face à lui.
Ce requin peut se déplacer en banc, ce qui peut accroître l'efficacité de sa technique de chasse par leurre (voir ci-dessous), ainsi que décourager les attaques de ses prédateurs (grands requins et poissons osseux),.

### Bioluminescence

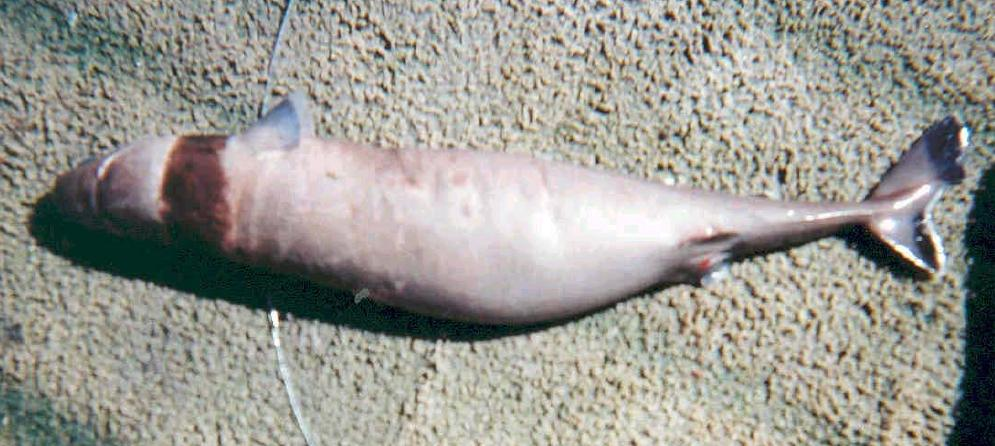
Le collier noir du squalelet féroce est censé agir comme un leurre.

La luminescence verte du squalelet féroce est la plus forte connue parmi les requins, et peut persister pendant trois heures hors de l'eau,. Les photophores de la face ventrale servent à camoufler sa silhouette en la faisant se confondre avec la lumière descendant depuis la surface, une stratégie connue sous le nom de « contre-illumination » et qui est commune parmi les organismes bioluminescents de la zone mésopélagique. Les photophores sont situés autour des denticules et sont assez petits pour ne pas être distinguables à l'œil nu, ce qui suggère qu'ils ont évolué de façon à tromper les animaux à l'acuité visuelle élevée.
Sans considérer le ventre luminescent, le collier sombre remontant de chaque côté de la gorge pourrait servir de leurre en imitant la silhouette d'un petit poisson, vu depuis le bas. Cette ressemblance serait alors intensifiée lors de déplacement en banc. Si tel est vraiment le cas, le squalelet féroce serait le seul cas connu chez les organismes bioluminescents où l'absence de lumière attire les proies, tandis que les photophores servent à se cacher des prédateurs,. Comme le requin ne peut produire qu'une gamme limitée d'intensités lumineuses différentes, ses mouvements verticaux servent à préserver l'efficacité de son déguisement à travers les différents moments de journée et selon les conditions météorologiques.

### Alimentation

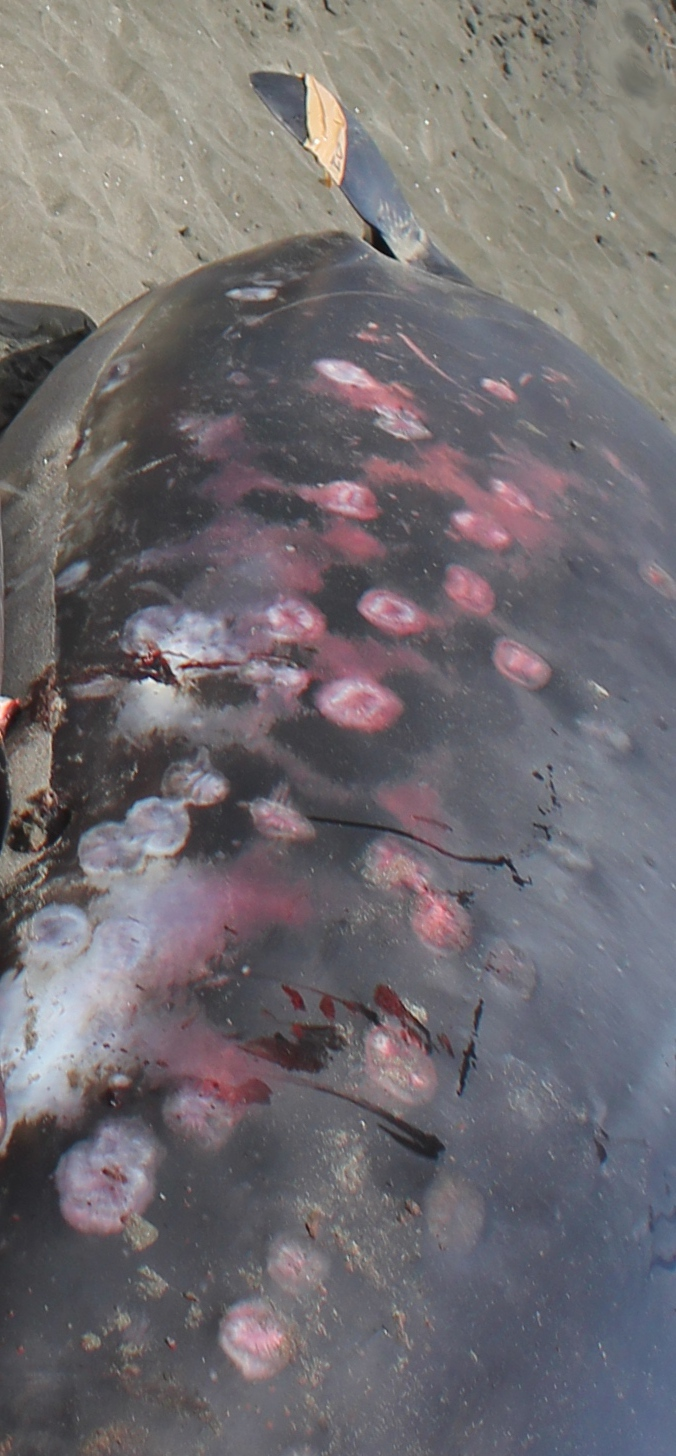
Les cicatrices des morsures ont été observées sur de nombreux cétacés comme cette baleine à bec.

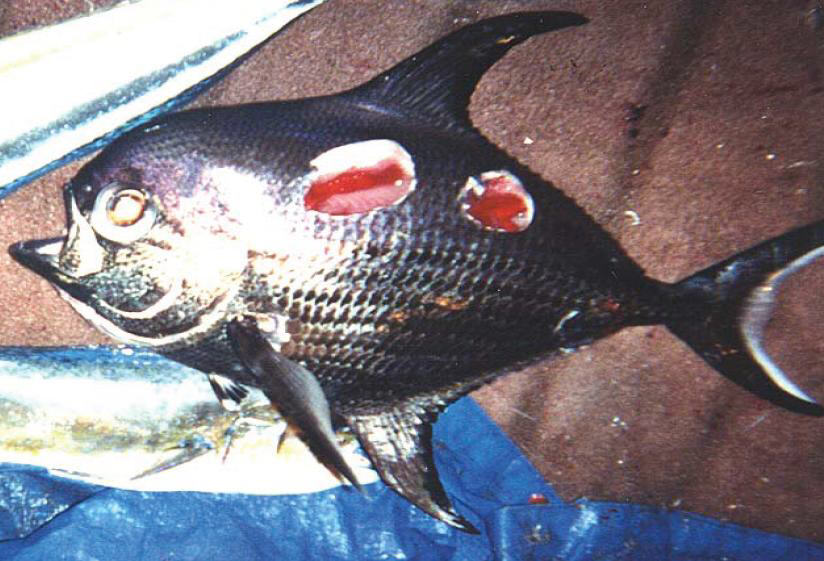
La grande castagnole est l'une des nombreuses espèces parasitées par le squalelet féroce.

Pratiquement tous les types d'animaux océaniques de grande taille partagent l'habitat du squalelet féroce : les cicatrices de ses morsures ont été trouvées sur la plupart des cétacés (dont les marsouins, les dauphins, les globicéphales, les baleines à bec, les cachalots et les baleines à fanons), sur de nombreux pinnipèdes (dont les otaries à fourrure, le léopard de mer et l'éléphant de mer) ainsi que sur les dugongs, mais aussi sur les autres requins (dont le requin bleu, le requin lutin, le requin grande gueule et le grand requin blanc), sur des raies d'eau profonde et sur des poissons osseux (dont les marlins, les thons, les dorades tropicales, les vérins, les escolars, opah, et les castagnoles),,.
Le squalelet féroce chasse et mange aussi régulièrement des calmars entiers, avec un manteau mesurant 15 à 30 cm de longueur, c'est-à-dire de taille comparable au requin lui-même. Il consomme aussi des gonostomatidés, des copépodes et d'autres proies de dimensions plus modestes.
Les attaques parasitaires du squalelet féroce laissent une plaie semblable à un cratère, avec une moyenne de 5 cm de diamètre et 7 cm de profondeur. La prévalence de ces attaques peut être élevée : presque tous les adultes de dauphin à long bec au large d'Hawaï portent les cicatrices de ces morsures. Les animaux malades ou affaiblis semblent être plus sensibles : dans l'ouest de l'Atlantique, des péponocéphales souffrants et maigrelets se sont échoués avec des douzaines voire des centaines de plaies récentes en cours de cicatrisation, alors que de telles blessures sont rares sur les cétacés pleinement sains. L'impact de ce parasitisme sur les espèces cibles, en termes de ressources détournées pour la croissance ou la reproduction, est incertaine.
Le squalelet féroce présente un certain nombre de spécialisations de sa bouche et de son pharynx pour son mode de vie parasitaire. Le requin s'accroche d'abord à la surface du corps de sa proie en fermant ses stigmates tout en rétractant sa langue pour créer une dépression dans la cavité buccale,. Ses lèvres sont faites pour la succion et assurent l'étanchéité. Il mord alors, en utilisant sa mâchoire supérieure comme point d'ancrage tandis qu'il enfonce sa mâchoire inférieure dans l'épiderme de sa proie. Enfin, le requin se tord et tourne son corps pour effectuer une coupe circulaire, très probablement aidé par l'élan initial et subséquent de sa proie. L'action des dents inférieures peut également être assistée par le va-et-vient des vibrations de la mâchoire, comme le mécanisme d'un couteau électrique. Sa capacité à créer une forte aspiration dans sa bouche est probablement aussi utilisée pour la capture de proies plus petites, comme les calmars.

### Reproduction

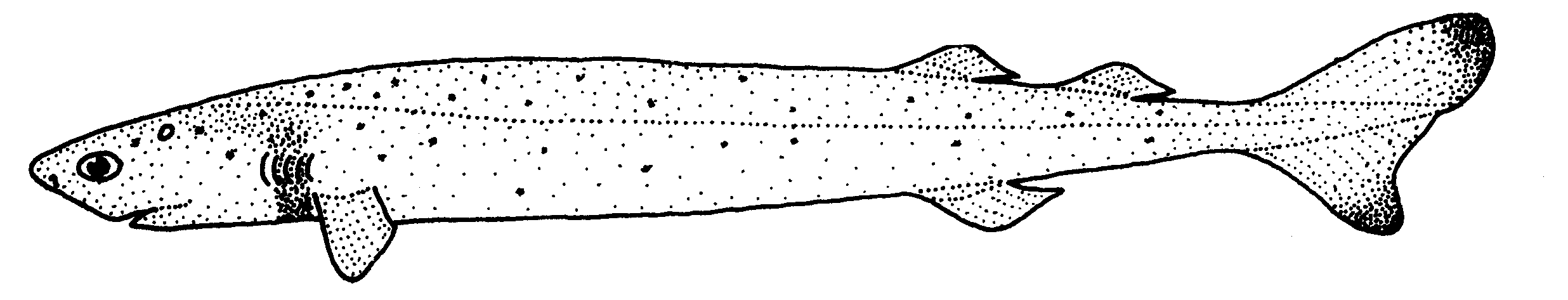
Squalelet féroce

Comme d'autres squales, le squalelet féroce est ovovivipare, les embryons sont munis d'un sac vitellin jusqu'à la naissance. Les femelles ont deux utérus fonctionnels et peuvent donner naissance de 6 à 12 petits à la fois,. Une femelle a été enregistrée portant 9 embryons de 12,4 à 13,7 cm de longueur. Bien qu'ils fussent proches de la taille de naissance, ils avaient encore leur sac vitellin bien développé, ce qui suggère un faible taux d'absorption du vitellus par l'alevin et une longue gestation. Les embryons ont une pigmentation brune, mais n'ont pas le collier noir ni la forte dentition des adultes. Le nouveau-né mesure 14 à 15 cm de longueur. Les mâles atteignent leur maturité sexuelle à 36 cm et les femelles à 39 cm.

## Répartition et habitat

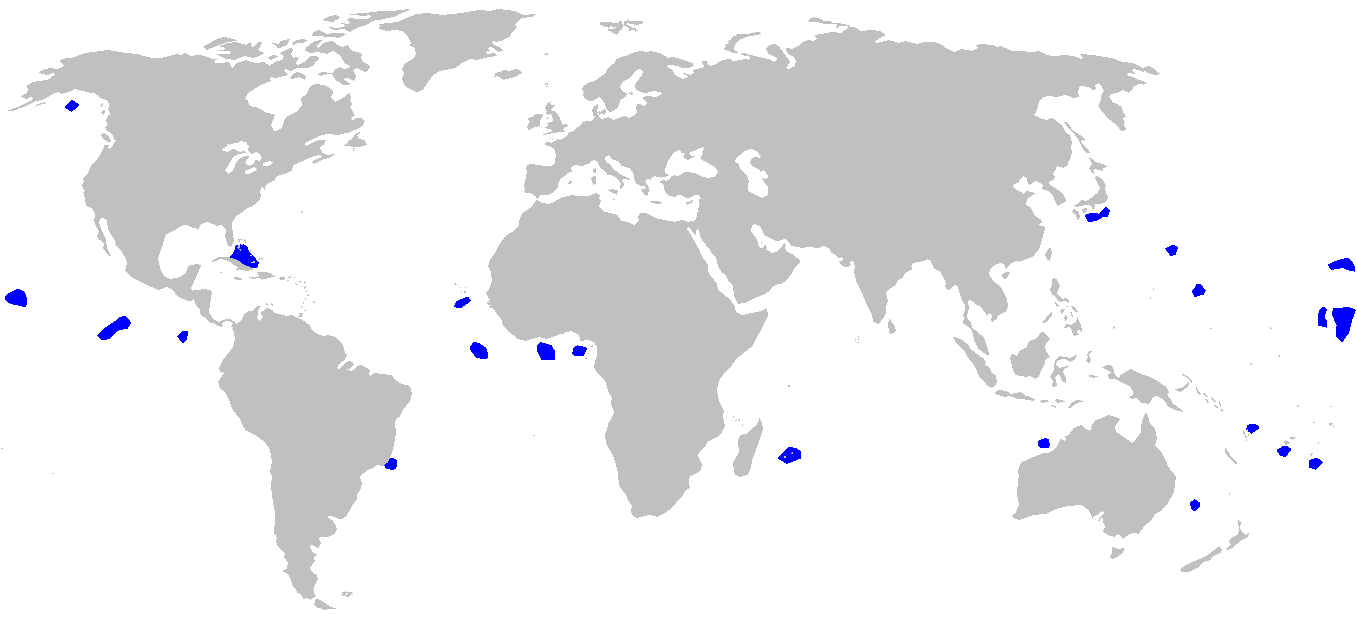
Répartition du squalelet féroce.

Habitant dans toutes les eaux tropicales et tempérées des bassins océaniques, le squalelet féroce est plus fréquent entre les 20e parallèles nord et sud, où la température de l'eau de surface est entre 18 et 26 °C. Dans l'Atlantique, il a été signalé à l'ouest au large des Bahamas et au sud du Brésil, à l'est au large du Cap-Vert, de la Guinée, de la Sierra Leone, mais également au sud de l'Angola et de l'Afrique du Sud, et au sud jusqu'à l'île de l'Ascension. Dans la région Indo-Pacifique, il a été aperçu de l'île Maurice à la Nouvelle-Guinée, en Australie et en Nouvelle-Zélande, y compris la Tasmanie et l'île de Lord Howe, ainsi qu'autour du Japon. Au milieu et dans l'est du Pacifique central et oriental, il vit près des Fidji, s'étendant au nord jusqu'à l'archipel d'Hawaï et à l'est à l'archipel des Galápagos, l'île de Pâques et l'île Guadalupe. Les lésions fraîchement infligées observées sur des mammifères marins donnent à penser que ce requin pourrait aller jusqu'en Californie pendant les périodes chaudes,.
Sur la base de relevés de captures, ce requin exécute une migration verticale nycthémérale de 3 km dans les deux sens. Il passe la journée à une profondeur de 1 000 m à 3 700 m, et monte la nuit dans la colonne d'eau, restant en général à 85 m, mais s'aventurant parfois près de la surface. Le squalelet féroce est plus tolérant à de faibles concentrations d'oxygène dissous que les requins des genres cousins Euprotomicrus et Squaliolus. Il se trouve fréquemment près des îles, peut-être à des fins reproductives ou parce qu'il suit les groupes de grandes proies. Dans le nord de l'Atlantique, la plupart des adultes se situent entre 11° N et 16° N, tandis que les plus petits et les plus gros occupent respectivement des latitudes inférieures et supérieures. Il n'existe aucune preuve de ségrégation sexuelle chez cette espèce.

## Taxinomie
Le squalelet féroce a été décrit par les naturalistes français Jean René Constant Quoy et Joseph Paul Gaimard au cours du voyage d'exploration de 1817-1820 de la corvette Uranie, en lui donnant le nom de Scymnus brasiliensis. Le nom de genre vient du latin scymnus (en grec σκύμνος) désignant généralement le petit d'un animal, et aujourd'hui réservé en zoologie à un genre de coléoptères, Scymnus. La dénomination spécifique brasiliensis se justifie par la capture du spécimen type au large du Brésil. La description est publiée en 1824 dans le cadre du Voyage Autour du Monde […] sur les corvettes de SM l'Uranie et la Physicienne, le rapport publié par Louis de Freycinet en 13 volumes sur le voyage en terre australe,. En 1865, l'ichtyologiste américain Theodore Nicholas Gill crée un nouveau genre pour cette espèce, Isistius en référence à Isis, la déesse égyptienne de la lumière,.
Une des premières explications de l'origine des plaies laissées par le squalelet féroce sur divers animaux se trouve dans une ancienne légende de Samoa. Elle raconte que le thon listao (Katsuwonus pelamis) entrait dans la baie de Palauli en laissant derrière lui des morceaux de chair en sacrifice à Tautunu, le chef de la communauté. Au cours des siècles suivants, diverses explications ont été avancées, y compris des lamproies, des bactéries et des parasites invertébrés. En 1971, Everet Jones, du Bureau américain de la pêche commerciale (ancêtre de la National Marine Fisheries Service), découvrit que le squalelet féroce était le véritable responsable de ces blessures,.

## Relations avec l'humain

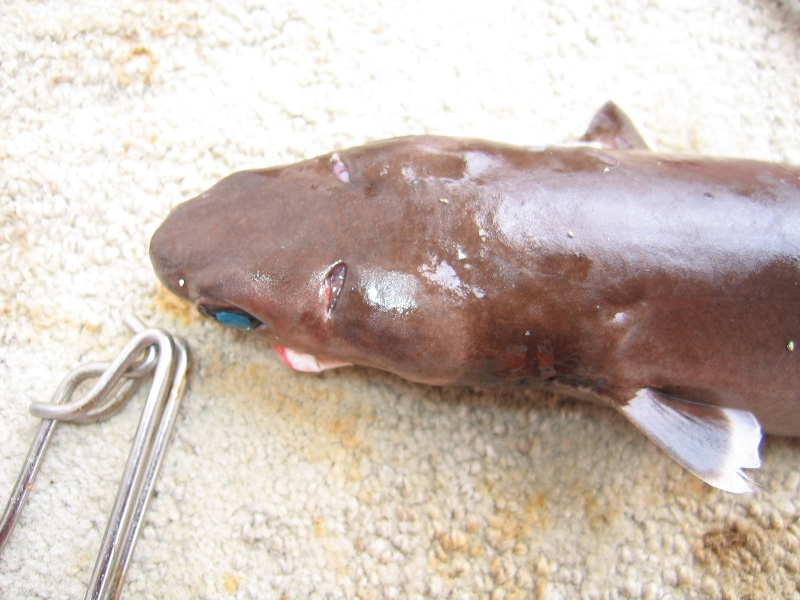
Un squalelet féroce capturé sur une palangre près d'Hawaii. On peut distinguer les grands stigmates situés derrière les yeux.

Privilégiant les eaux du large et donc rarement rencontré par l'humain, le squalelet féroce n'est pas considéré comme très dangereux en raison de sa petite taille. Toutefois, il a été impliqué dans plusieurs attaques : dans un cas notable, un banc de squalelets féroces de 30 cm a attaqué un photographe sous-marin pendant une plongée en pleine mer. Des rapports similaires proviennent de survivants d'un naufrage ayant subi de nuit une telle attaque et souffrant de petites et nettes mais profondes morsures,. En mars 2009, le plongeur aguerri Mike Spalding, résidant sur l'île Maui, a été mordu par un squalelet féroce en nageant dans le chenal Alenuihaha,. Il y a plusieurs enregistrements de corps retrouvés dans l'eau avec des morsures post mortem de squalelets féroces,,.
Durant les années 1970, plusieurs sous-marins de l'US Navy ont été contraints de revenir à la base pour des dommages causés par les morsures du squalelet féroce sur certaines parties en néoprène de leurs dômes de sonar AN/BQR-19, qui ont provoqué des problèmes de transmission et des fuites. La possibilité qu'il s'agissait d'une arme ennemie inconnue a été avancée avant que le requin soit désigné comme coupable, et le problème fut résolu par l'installation de fibre de verre sur les dômes,.
Dans les années 1980, une trentaine de sous-marins de l'US Navy ont été endommagés par les morsures de squalelets féroces, principalement le câble électrique sous gaine caoutchouc reliant la sonde à la surface, utilisé pour assurer la sécurité lors de remontées en surface dans les zones maritimes. Encore une fois, la solution consistait à appliquer un revêtement en fibre de verre. Des équipements océanographiques et des câbles de télécommunications ont également été endommagés par cette espèce.
Les dégâts infligés par les squalelets féroces sur les filets de pêche et les espèces économiquement importantes n'ont qu'un effet négatif mineur sur la pêche commerciale. Le requin lui-même est trop petit pour avoir une valeur halieutique et n'est que rarement pêché, de façon accidentelle, sur les palangres, les chaluts pélagiques et les filets à plancton. L'absence de menaces et l'importance des populations couplées à une distribution mondiale, a conduit l'Union internationale pour la conservation de la nature (UICN) à évaluer le squalelet féroce comme espèce de préoccupation mineure (LC).